# Eristena pumila
Eristena pumila là một loài bướm đêm trong họ Crambidae.